# XRI
XRI (англ. Extensible Resource Identifier) — расширяемый идентификатор ресурса, разработанный организацией OASIS, прежде всего, как будущая замена URL в Интернете. XRI — это новая, совместимая с IRI и URI схема (протокол) для создания абстрактных идентификаторов ресурсов. Такие идентификаторы не зависят от платформы, домена, путей и программ — они полностью абстрактны и поэтому могут быть едины для всех доменов и каталогов.

## Основная идея
Цель идентификаторов XRI более глобальна, чем может показаться на первый взгляд. Идентификаторы XRI рассматриваются как будущая замена не только URL, но, возможно, и самой системе DNS и даже IP-адресам в системе идентификации ресурсов Интернета и Всемирной паутины. XRI имеют полную обратную совместимость с DNS и IP-адресами, поэтому уже сейчас IP-адреса и имена доменов DNS могут использоваться как I-Names (см. ниже) в системе XRI. В целом, можно сказать, что идея XRI «абстрагирует» имена доменов DNS. Как и имена доменов в DNS, идентификаторы XRI могут делегироваться, вкладываться друг в друга. Однако идентификаторы XRI обладают несколькими возможностями, недоступными для DNS, это:
- Неиерархическая одноранговая адресация (англ. non-hierarchical peer-to-peer addressing) — когда два узла сети могут присвоить друг другу идентификаторы XRI и сами взаимно разрешать их.
- Взаимные ссылки (англ. cross-references) — когда XRI вложены один в другой и, следовательно, один логический ресурс может идентифицироваться в разных контекстах (похоже на современную технологию cross-domain data sharing, в которой один ресурс может использоваться несколькими доменами одновременно).
- Глобальные реестры контекстов (англ. global context registries) — простой, доступный человеку способ указания глобального контекста XRI:
  - Символ = для частных лиц
  - Символ @ для организаций и бизнеса
  - Символ + для общих понятий (например: аэропорт, дом, шкаф и т. п.)

Ещё одно преимущество заключается в том, что ресурсы, идентифицируемые XRI, недоступны для спама. Обладатель I-Name в системе XRI сам определяет разрешения для доступа к ресурсу, так что становится возможной упреждающая фильтрация всех запросов. Это же обстоятельство, безусловно, улучшает безопасность ресурсов.
XRI — это ключевая технология в системе XDI (англ. XRI Data Interchange) — системе обмена данными XRI. XDI — протокол (разрабатываемый той же организацией OASIS), цель которого — создание универсального формата для обмена информацией, в котором XML-данные из любого источника могли бы быть точно идентифицированы, классифицированы, синхронизированы и связаны с другими данными (речь идёт о концепции Dataweb). Это похоже на Всемирную паутину из документов HTML, но только предназначенную для компьютеров, а не для людей. Это также перекликается с концепцией семантической паутины, продвигаемой Консорциумом Всемирной паутины.
Идентификаторы XRI изначально рассчитаны на использование Юникода, полностью совместимы с новым форматом идентификаторов IRI, и обеспечивают новый уровень равноправия языков в Интернете.
В заключении можно отметить, что XRI — это постоянные, легко портируемые, частные идентификаторы, которые могут стать основой не только для паутины информации, но и для создания Социальной паутины, о которой сейчас много говорят.

## Структура
Идентификаторы XRI имеют два слоя:
1. I-Numbers — постоянные сетевые адреса (похожие на IP-адреса). Такие адреса будут регистрироваться на какой-либо ресурс (человека, организацию, приложение, файл, цифровой объект и т. д.) и никогда больше не перерегистрироваться (в отличие от IP-адресов и доменов DNS). Это означает, что идентификатор I-Number всегда можно будет использовать как адрес для какого-либо ресурса (по крайней мере, пока этот ресурс доступен в сети). Идентификаторы I-Numbers очень эффективны, они специально разработаны и оптимизированы для обработки сетевыми маршрутизаторами.
2. I-Names — удобные для человека названия (похожие на домены системы DNS). Как имена доменов DNS разрешаются DNS-серверами в IP-адреса, так и I-Names будут разрешаться в I-Numbers. Но, в отличие от I-Numbers, идентификаторы I-Names смогут быть переопределены их владельцами для идентификации других ресурсов. Например, если I-Name ассоциирован с названием компании, а компания решила изменить своё название, то она может передать свой старый идентификатор I-Name другой компании, хотя при этом обе компании останутся со своими старыми идентификаторами I-Numbers.

## История
Разработкой Спецификации XRI занимается Технический комитет XRI (англ. XRI Technical Committee) в организации OASIS. Сама организация OASIS занимается разработкой открытых стандартов для деловой индустрии Интернета, т. н. E-Business. Спецификация XRI 1.0 была опубликована в январе 2004 года. В марте 2005 года вышла спецификация версии 2.0.
Технический комитет по разработке стандарта был закрыт 8 июля 2015 года. Разработка самого страндарта больше не ведется.

## Примеры XRI

### Примеры I-Names
```
 =Mary.Jones
 @Jones.and.Company
 +phone.number
 +phone.number/(+area.code)
 =Mary.Jones/(+phone.number)
 @Jones.and.Company/(+phone.number)
 @Jones.and.Company/((+phone.number)/(+area.code))
```

### Примеры I-Numbers
```
 !!1002!A7C5
 !!1002!A7C5/!D90F.88
```

### Примеры совместного использования I-Names и I-Numbers
В XRI допускается использование I-Names и I-Numbers вместе в одном идентификаторе:
```
 !!1002!A745/(+phone.number)
 @Jones.and.Company/!D90F.88/(+area.code)
```

Заметьте, что здесь не указан префикс xri://, который используется для обозначения идентификаторов XRI как схемы URI.